# 劳芬堡 (阿尔高州)
劳芬堡（德語：Laufenburg，德語發音：[ˈlaʊfn̩ˌbʊrk] ⓘ）是瑞士阿尔高州的市镇，与德国同名城市隔莱茵河相望，面积14.47平方千米，2017年12月31日人口为3,626人。